# Recht Márta
Recht Márta (Miskolc, 1904. április 30. – Nagyvárad, 1995. február 25.) kötőipari szakíró, Radnóti Sándor nagynénje.

## Életútja
Recht Sándor (1867–1918) hegedűművész, zenetanár és Hegedűs Olga (1877–1962) gyermekeként született zsidó családban. A budapesti Állami Felső Leányiskolában érettségizett (1922). A Pedagógiai Főiskolán 1928-ban tanítónői oklevelet, majd a következő évben magyar–történelem szakos tanári képesítést szerzett.
Pedagógiai pályáját Budapesten kezdte (1930–1938), majd férjhez menetele után Nagykárolyba, illetve Nagyváradra költözött, ahol a kötöttárugyár műszaki tanácsadója volt.
1938. december 26-án Budapesten férjhez ment dr. Melinda Sándor ügyvédhez, Blau Sámuel és Weisz Záli fiához.

## Munkássága
1954-től szabadfoglalkozásúként kötészeti szakcikkek és könyvek sorát írja, miután előzőleg e tárgykörbe tartozó írásaival 1930-tól már az Új Idők s az Otthonunk című kézimunkalap munkatársa volt. 1948-tól rendszeresen közli írásait a Dolgozó Nő is.
Első könyve, a Mit kössek? Hogy kössem? az Új Idők Irodalmi Intézetének kiadásában (Budapest 1942) negyven modellt, kötés- és szabásmintát tartalmazott N. Farnadi Ilonka rajzaival, s 1949-ig 18 kiadást ért meg. Ezt követték sorozatszerűen a gyermeknek, a munkához, sporthoz, délelőttre, délutánra, estére, illetve tavaszra, nyárra, őszre, télre való kötések, majd a csipkekötés mintakönyvei (1946-49) ugyancsak Budapesten. Romániai kiadásra 1949-ben került sor Új kötőkönyv (1949) címmel, Tollas Júlia rajzaival, Andrásy Zoltán fedőlapjával; román fordításban is, Kovács Irén átültetésében (Cartea împletiturilor. 1950; Cartea tricotajelor de mână. 1954; Tricotaje de mână. 1957; Tricotaje de mână. Társszerző Both Cornelia. 1959). A bukaresti Műszaki Könyvkiadó még egy kötőkönyvét kiadta magyarul Semjén Ferencné rajzaival (Recht M. Márta kötőkönyve. 1957).